# Kisbágyon
Kisbágyon is een plaats (község) en gemeente in het Hongaarse comitaat Nógrád. Kisbágyon telt 477 inwoners (2001).